# Военно-морские силы Эквадора
Военно-морские силы Эквадора (исп. Armada del Ecuador) — один из видов вооружённых сил Республики Эквадор. В основном включают в себя военно-морской флот, военно-морскию авиацию, морскую пехоту, части и подразделения специального назначения.

## Организация
Главное командование военно-морских сил
- Главный штаб военно-морских сил
- Главная инспекция военно-морских сил
- Командование морских операций
  - Командование эскадры
  - Эскадра подводных лодок
  - Корпус морской пехоты
  - Военно-морская авиация
  - Учебный корабль «Guayas»
- Национальное управление водного пространства
- Главное управление морских интересов
- Главное материальное управление
- Главное управление кадров
- Главное учебное управление

## Боевой состав

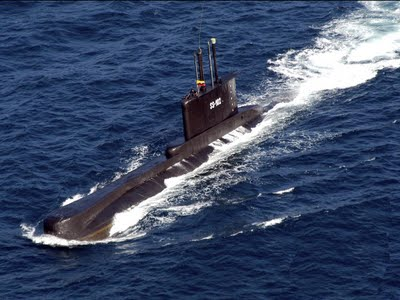
Подводная лодка типа 209 SS-102 BAE «Huancavilca»

### Военно-морской флот

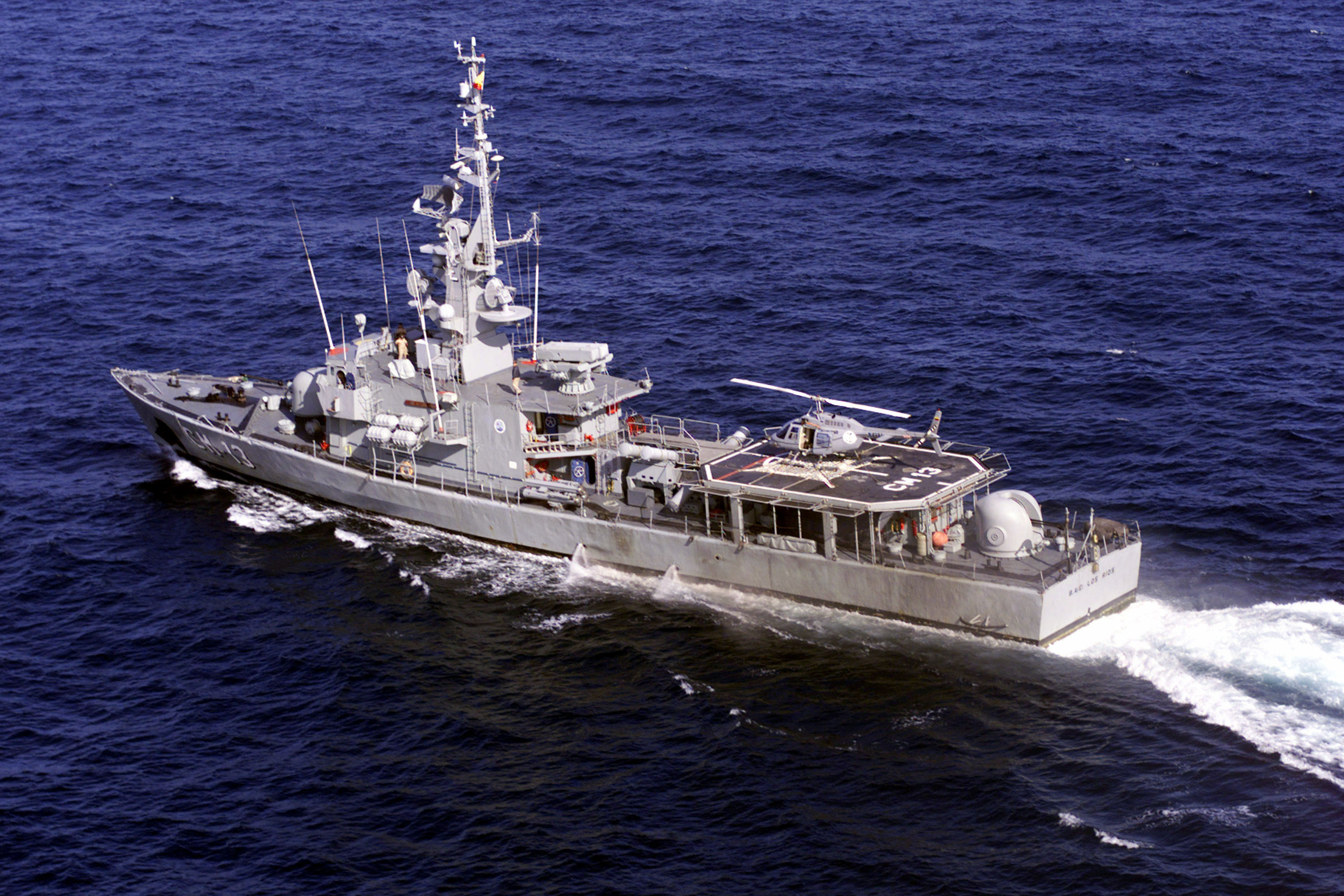
Корвет типа 550 CM-13 BAE «Los Ríos»

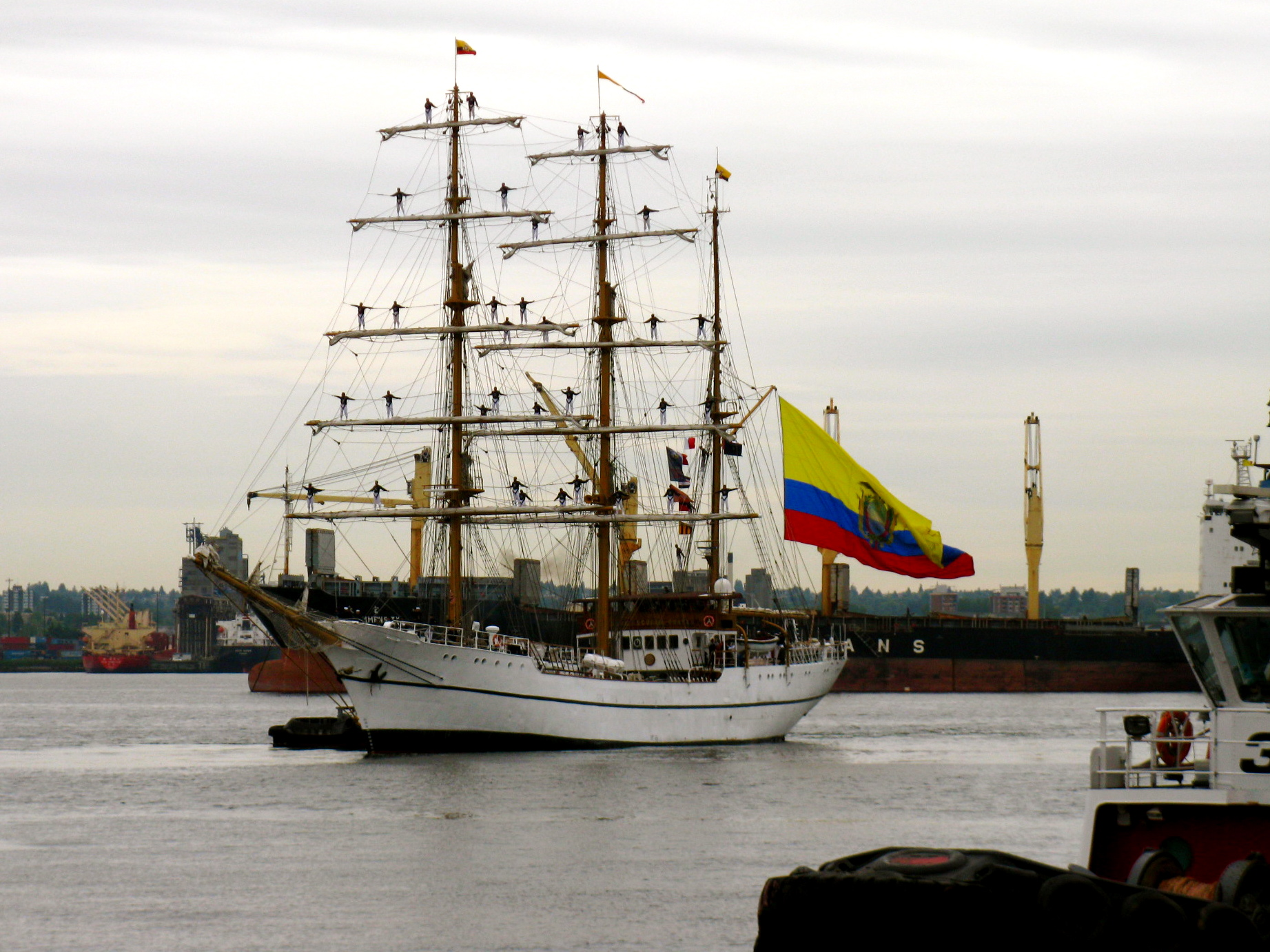
Барк BE-21 BAE «Guayas»

| Тип                                   | Бортовой номер  | Наименование                 | В составе флота       | Состояние       | Примечания                         |
| Подводные лодки                       | Подводные лодки | Подводные лодки              | Подводные лодки       | Подводные лодки | Подводные лодки                    |
| ------------------------------------- | --------------- | ---------------------------- | --------------------- | --------------- | ---------------------------------- |
| подводная лодка типа 209              | SS-101          | BAE «Сири»                   | нет данных            | в строю         | Модернизирована в 2008-201? годах. |
| подводная лодка типа 209              | SS-102          | BAE «Уанкавика»              | нет данных            | в строю         | Модернизирована в 2011-2014 годах. |
| Фрегаты                               |                 |                              |                       |                 |                                    |
| фрегат типа «Leander»                 | FM-01           | BAE «Presidente Eloy Alfaro» | нет данных            | в строю         | бывший HMS «Penelope» (F127)       |
| фрегат типа «Leander»                 | FM-02           | BAE «Moran Valverde»         | нет данных            | в строю         | бывший HMS «Danae» (F47)           |
| Корветы                               |                 |                              |                       |                 |                                    |
| корвет типа 550                       | CM-11           | BAE «Esmeraldas»             | 7 августа 1982 г.     | в строю         |                                    |
| корвет типа 550                       | CM-12           | BAE «Manabi»                 | 21 июня 1983 г.       | в строю         |                                    |
| корвет типа 550                       | CM-13           | BAE «Los Ríos»               | 1 октября 1983 г.     | в строю         |                                    |
| корвет типа 550                       | CM-14           | BAE «El Oro»                 | 10 декабря 1983       | в строю         |                                    |
| корвет типа 550                       | CM-15           | BAE «Los Galápagos»          | 26 мая 1984 г.        | в строю         |                                    |
| корвет типа 550                       | CM-16           | BAE «Loja»                   | 26 мая 1984 г.        | в строю         |                                    |
| Ракетные катера                       |                 |                              |                       |                 |                                    |
| ракетный катер типа TNC 45            | LM-21           | BAE «Quito»                  | нет данных            | в строю         |                                    |
| ракетный катер типа TNC 45            | LM-23           | BAE «Guayaquil»              | нет данных            | в строю         |                                    |
| ракетный катер типа TNC 45            | LM-24           | BAE «Cuenca»                 | нет данных            | в строю         |                                    |
| Вспомогательные корабли               |                 |                              |                       |                 |                                    |
| транспортный корабль типа ASL         | TR-62           | BAE «Calicuchima»            | с 17 января 1992 года | в строю         |                                    |
| буксир типа                           | RA-70           | BAE «Chimborazo»             | с 1 октября 1977 года | в строю         | бывший USS «Chowanoc»              |
| танкер типа YW                        | TR-63           | BAE «Atahualpa»              | нет данных            | в строю         | бывший YW-131                      |
| транспортный корабль типа «Waterfall» | TR-64           | BAE «Quisquis»               | нет данных            | в строю         |                                    |
| Учебные корабли                       |                 |                              |                       |                 |                                    |
| барк                                  | BE-21           | BAE «Guayas»                 | нет данных            | в строю         |                                    |

### Военно-морская авиация
| Обозначение формирования или части | Вооружение и оснащение | Место расположения |
| ---------------------------------- | ---------------------- | ------------------ |
| 100-я эскадрилья                   | нет данных             | Манта              |
| 200-я эскадрилья                   | нет данных             | нет данных         |
| 300-я эскадрилья                   | нет данных             | нет данных         |
| Морское авиационное училище        | нет данных             | нет данных         |

### Морская пехота
Корпус морской пехоты (исп. Cuerpo de Infantería de Marina)
- Пехотный батальон Хамбели (исп. Battalión de Infantería «Jambelí»)
- Батальон морской пехоты Сан-Эдуардо (исп. Battalión de Infantería de Marina «San Eduardo»)
- 11-й батальон морской пехоты Сан-Лоренсо (исп. Battalión de Infantería de Marina N°11 «San Lorenzo»)
- 12-й батальон морской пехоты Эсмеральдас (исп. Battalión de Infantería de N°12 «Esmeraldas»)
- Пехотный батальон Харамихо (исп. Battalión de Infantería «Jaramijó»)
- Рота охраны Гуаякиль (исп. Compania de Seguridad «Guayaquil»)
- Училище морской пехоты (исп. Escuela de Infantería de Marina)

## Техника и вооружение

### Военно-морская авиация
Данные о технике и вооружении авиации ВМС Эквадора взяты со страницы журнала Aviation Week & Space Technology.
| Тип                                              | Производство      | Назначение | Количество | Примечания |          |
| Самолёты                                         | Самолёты          | Самолёты   | Самолёты   | Самолёты   | Самолёты |
| ------------------------------------------------ | ----------------- | ---------- | ---------- | ---------- | -------- |
| Airtec-Aircraft Tech Ind. CN-235-100 CASA CN-235 | Испания Индонезия |            | 1 1        |            |          |
| Beech T-34C                                      | США               |            | 2          |            |          |
| Cessna 337G                                      | США               |            | 1          |            |          |
| Cessna Citation I                                | США               |            | 1          |            |          |
| Enaer T-35                                       | Чили              |            | 4          |            |          |
| Raytheon 200T                                    | США               |            | 1          |            |          |
| Raytheon 300—232                                 | США               |            | 1          |            |          |
| Raytheon B200                                    | США               |            | 2          |            |          |
| Вертолёты                                        |                   |            |            |            |          |
| Bell Helicopter Textron 206B                     | США               |            | 2          |            |          |
| Bell Helicopter Textron 230                      | США               |            | 2          |            |          |
| Bell Helicopter Textron TH-57                    | США               |            | 4          |            |          |

## Префикс кораблей и судов
Корабли и суда ВМС Эквадора имеют префикс BAE (исп. Buque de la Armada de Ecuador — Корабль Военно-морских сил Эквадора).

## Флаги кораблей и судов
| Флаг | Гюйс | Вымпел боевых кораблей |
| ---- | ---- | ---------------------- |
|      |      | нет данных             |

## Знаки различия

### Адмиралы и офицеры
| Категории               | Адмиралы  | Адмиралы       | Адмиралы         | Старшие офицеры    | Старшие офицеры    | Старшие офицеры    | Младшие офицеры   | Младшие офицеры     | Младшие офицеры    |
| ----------------------- | --------- | -------------- | ---------------- | ------------------ | ------------------ | ------------------ | ----------------- | ------------------- | ------------------ |
|                         |           |                |                  |                    |                    |                    |                   |                     |                    |
| звание                  | Almirante | Vice Almirante | Contra almirante | Capitan de navio   | Capitan de fragata | Capitan de corbeta | Teniente de navio | Teniente de fragata | Alférez de fragata |
| Российское соответствие | Адмирал   | Вице-адмирал   | Контр-адмирал    | Капитан 1-го ранга | Капитан 2-го ранга | Капитан 3-го ранга | Капитан-лейтенант | Лейтенант           | Младший лейтенант  |

### Сержанты и матросы
| Категории               | Подофицеры       | Подофицеры         | Подофицеры        | Старшины                     | Старшины         | Старшины            | Старшины            | Матросы        | Матросы | Матросы |
| ----------------------- | ---------------- | ------------------ | ----------------- | ---------------------------- | ---------------- | ------------------- | ------------------- | -------------- | ------- | ------- |
|                         | 30px             | 30px               | 30px              | 30px                         | 30px             | 30px                | 30px                | 30px           | 30px    | 30px    |
| звание                  | Suboficial Mayor | Suboficial Primero | Subofical Segundo | '                            | '                | '                   | '                   | '              | '       |         |
| Российское соответствие | Старший мичман   | Мичман             | нет               | Главный корабельный старшина | Главный старшина | Старшина 1-й статьи | Старшина 2-й статьи | Старший матрос | Матрос  | нет     |